# Walter Sendlmeier
Walter F. Sendlmeier (* 1955) ist ein deutscher Sprach- und Kommunikationswissenschaftler und war bis Ende September 2020 Leiter des Fachgebiets Kommunikationswissenschaft an der Technischen Universität Berlin.

## Leben und Wirken
Sendlmeier studierte an der Universität zu Köln und der Universität Bonn Kommunikationsforschung und Allgemeine und vergleichende Sprachwissenschaft sowie Psychologie. An der Universität Bonn erlangte er 1981 den Magister in Kommunikationsforschung und wurde 1985 in Allgemeiner und vergleichender Sprachwissenschaft promoviert. 1991 habilitierte er sich in Bonn für das Lehrgebiet Kommunikationsforschung und Phonetik.
Zunächst war Sendlmeier wissenschaftlicher Mitarbeiter in einem durch das Bundesministerium für Forschung und Technologie geförderten Projekt zur automatischen Spracherkennung. Von 1986 bis 1988 folgte ein Postdoc-Aufenthalt am Max-Planck-Institut für Psycholinguistik in Nimwegen (Niederlande). Während der Anfertigung der Habilitationsschrift zum Thema „Sprachverarbeitung bei pathologischem Gehör“ war Sendlmeier als wissenschaftlicher Mitarbeiter in den audiologischen Abteilungen der HNO-Universitätskliniken Bonn und Köln tätig.
Im Jahr 1991 vertrat Sendlmeier eine Gastprofessur für Phonetik an der Universität Stuttgart. In Bonn war er 1992 als Oberassistent am Institut für Kommunikationsforschung und Phonetik tätig. 1993 wurde er an die Technische Universität Berlin auf einen Lehrstuhl für Kommunikationswissenschaft berufen. Daraufhin leitete er bis Ende September 2020 das Fachgebiet Kommunikationswissenschaft am Institut für Sprache und Kommunikation der Fakultät I der Technischen Universität Berlin.
Zudem hatte Sendlmeier von 2002 bis 2014 eine Gastprofessur an der Mailänder Universita Cattolica del Sacro Cuore für den Studiengang „Wirtschaftskommunikation Deutschland/Italien“ mit dem Schwerpunkt „Interkulturelle Kommunikation“ inne. Seit 2021 ist er als Sprechtrainer für Führungskräfte bei der LiA - Prof. Röhr-Sendlmeier GmbH tätig.
Sendlmeier hielt zahlreiche Vorträge auf nationalen und internationalen Fachkongressen. Als Gutachter fungierte er zum Beispiel für die Deutsche Forschungsgemeinschaft, die österreichische Forschungsförderungsgesellschaft, die Zeitschrift Speech Communication, den Deutschen Akademischen Austauschdienst und die Studienstiftung des deutschen Volkes.
Sendlmeier ist Herausgeber der Reihe Mündliche Kommunikation, die im Logos Verlag Berlin erscheint. Von 1996 bis 2010 war er Mitherausgeber der Zeitschrift für Angewandte Linguistik. Er war Mitglied im Editorial Board des Journal of Multilingual Communication Disorders.

## Mitgliedschaften
Sendlmeier ist Mitglied in wissenschaftlichen Vereinigungen und in Beiräten mehrerer Fachgesellschaften. Von 1988 bis 1996 war er Mitglied der Deutschen Gesellschaft für Akustik. Im Jahr 1991 zählte er zu den Gründungsmitgliedern der International Clinical Phonetics and Linguistics Association (ICPLA). Er war 24 Jahre Mitglied im Beirat der Gesellschaft für angewandte Linguistik und war Mitglied im Beirat der Deutschsprachigen Gesellschaft für Sprach- und Stimmheilkunde, um als nicht-medizinisches Mitglied die interdisziplinäre Zusammenarbeit zu fördern.

## Forschungsschwerpunkte
- Mündliche Kommunikation
- Sprechwirkungsforschung
- Stimmlicher und sprecherischer Ausdruck von Emotionen
- Stimme und Persönlichkeit
- Alter und Stimme
- Sprachwahrnehmung
- Sprachverarbeitung bei pathologischem Gehör
- Frühe Phasen des Spracherwerbs
- Mentale Repräsentation von Lautsprache
- Sprachsynthese

Quelle: 

## Publikationen (Auswahl)

### Bücher
- Psychophonetische Aspekte der Wortwahrnehmung. Zugl. Dissertation Universität Bonn, Buske, Hamburg 1985, ISBN 3-87118-724-0.
- Sprachverarbeitung bei pathologischem Gehör. Thieme, Stuttgart / New York 1992, ISBN 3-13-793201-7.
- als Hrsg.: Speech and Signals - Aspects of Speech Synthesis and Automatic Speech Recognition. Hector, Frankfurt am Main 2000, ISBN 3-930110-17-2.
- Sprechwirkungsforschung. Grundlagen und Anwendungen mündlicher Kommunikation. Logos Verlag, Berlin 2016, 3., korr. Auflage 2019, ISBN 978-3-8325-4365-5.

### Beiträge und Artikel
- Der Einfluß von Qualität und Quantität auf die Perzeption betonter Vokale des Deutschen. In: Phonetica. Band 38, 1981, S. 291–308. (PDF; 2,42 MB)
- mit Thomas P. Goldbeck: The Relation of Sentence Modality and Word Accent in Certain Intonation Contours. In: Proceedings of the Fourteenth International Congress of Linguistics. Akademie-Verlag, Berlin 1987, S. 523–528. (PDF; 2,7 MB)
- mit Thomas P. Goldbeck: Wechselbeziehung zwischen Satzmodalität und Akzentuierung in satzfinaler Position bei der Realisierung von Intonationskonturen. In: Intonationsforschungen. Max Niemeyer Verlag, Tübingen 1988, S. 305–321. (PDF; 6,11 MB)
- Perception and mental representation of speech. In: Linguistics. Band 27, 1989, S. 381–404. (PDF; 2,41 MB)
- Speech cue enhancement in intervocalic stops. In: Clinical Linguistics and Phonetics. Band 3, 1989, S. 151–161. (PDF; 1,28 MB)
- Phonetisch-rezeptive Aspekte des Fremdsprachenerwerbs. In: Zeitschrift für Fremdsprachenforschung. Band 5, Heft 1, 1994, S. 26–40. (PDF; 6,87 MB)
- Feature, Phoneme, Syllable or Word: How is Speech Mentally Represented? In: Phonetica. Band 52, 1995, S. 131–143. (PDF; 4,4 MB)
- als Hrsg.: Mentale Repräsentation von Zeichen. Themenheft der Zeitschrift für Semiotik. Band 18, Heft 2–3. Stauffenburg Verlag, Tübingen 1996.
- mit Gudrun Klasmeyer: The classification of different phonation types in emotional and neutral speech. In: Forensic Linguistics, The International Journal of Speech, Language and the Law. Vol. 4, Nr. 1, 1997, S. 104–124. University Press, Birmingham. (PDF; 13,9 MB)
- mit Astrid Paeschke: Die Reden von Rudolf Scharping und Oskar Lafontaine auf dem Parteitag der SPD im November 1995 in Mannheim - Ein sprechwissenschaftlicher und phonetischer Vergleich von Vortragsstilen. In: Zeitschrift für Angewandte Linguistik. Band 27, 1997, S. 5–39. (PDF; 1,19 MB)
- mit Michael Riebandt: Which Phonetic Features are Available to Cochlear Implant Patients? In: Clinical Phonetics and Linguistics. London 1998, S. 493–500.
- mit Una Maria Sendlmeier: Aspekte des frühen Lauterwerbs als Indikatoren einer späteren Legasthenie. In: Zeitschrift für Angewandte Linguistik. Heft 30, 1999, S. 5–16. Verlag Peter Lang, Frankfurt am Main. (PDF; 4,25 MB)
- mit Federica Missaglia: Die Realisierung deutscher Vokale durch italienische Muttersprachler: Eine experimentalphonetische Untersuchung. In: Zeitschrift für Fremdsprachenforschung. Band 10, Heft 1, S. 73–95. Pädagogischer Zeitschriftenverlag, Berlin 1999. (PDF; 3,26 MB)
- mit  Gudrun Klasmeyer: Voice and Emotional States. In: Voice Quality Measurement. Singular, San Diego, CA 2000, S. 339–357. (PDF; 2,88 MB)
- Stimmlicher und sprecherischer Ausdruck von Basisemotionen. In: Sprache und Musik. Beiträge der 71. Jahrestagung der Deutschen Gesellschaft für Sprach- und Stimmheilkunde e.V. Berlin. 12.–13. März 1999. Franz Steiner Verlag, Stuttgart 2000, S. 146–154. (PDF; 2,41 MB)
- mit Felix Burkhardt, Astrid Paeschke, Miriam Rolfes, Benjamin Weiss: A Database of German Emotional Speech. In: Proceedings Interspeech. Lissabon, Portugal 2005. (PDF; 203 KB)
- Die psychologische Wirkung von Stimme und Sprechweise – Geschlecht, Alter, Persönlichkeit, Emotion und audiovisuelle Interaktion. In: O. Bulgakowa (Hrsg.): Resonanz-Räume – Die Stimme und die Medien. Verlag Bertz + Fischer, Berlin 2012. (PDF; 184 KB)
- Der hörbare Spiegel. In: R. Hüls, M. Schaarschmidt: Hearing Stories. Geschichten, Gespräche und Gedichte über das Hören: 43-58. Innocentia Verlag, Hamburg 2012. (PDF; 1,35 MB)
- Voice-Emotion-Personality. In: D. Zakharine, N. Meise (Hrsg.): Electrified Voices. Medial, Socio-Historical and Cultural Aspects of Voice Transfer. V&R unipress, Göttingen 2013, ISBN 978-3-8471-0024-9, S. 31–47.
- mit Ines Steffen, Astrid Bartels: Pejorative prosody. In: R. Finkbeiner, J. Meibauer, H. Wiese (Hrsg.): Pejoration. John Benjamins Publishing Company, Amsterdam/Philadelphia 2016, S. 21–41.
- mit Marc Burgemeister: Politische Sprechwirkungsforschung – ein Vergleich zwischen Alice Weidel, Annegret Kramp-Karrenbauer und Andrea Nahles. In: Wagner, R. W. (Hrsg.): sprechen, Heft 69 (2020-1). Verlag für Sprechwissenschaft und Kommunikationspädagogik, Heidelberg 2020, S. 15–20 (PDF; 455 KB)